# Gypsophila neoszovitsiana
Gypsophila neoszovitsiana är en nejlikväxtart som beskrevs av Lazkov. Gypsophila neoszovitsiana ingår i släktet slöjor, och familjen nejlikväxter. Inga underarter finns listade i Catalogue of Life.